# Penny Davidson
Penny Davidson est une ancienne coureuse cycliste américaine, spécialiste de la descente en VTT.

## Palmarès en VTT

### Championnats du monde
- Durando 1990
  -  Médaillée de bronze du championnat du monde de descente
- Durando 1991
  - 6e au championnat du monde de descente
- Durando 1992
  - 5e au championnat du monde de descente

### Autres
- 1993
  - 3e de Mont St. Anne - descente (coupe du monde)
  - 3e de Vail - descente (coupe du monde)